# باول غوثير (عالم عقيدة)
باول غوثير (بالفرنسية: Paul Gauthier)‏ هو عالم عقيدة فرنسي، ولد في 30 أغسطس 1914 في لافلش في فرنسا، وتوفي في 25 ديسمبر 2002 في مارسيليا في فرنسا.